# Robert Schleip

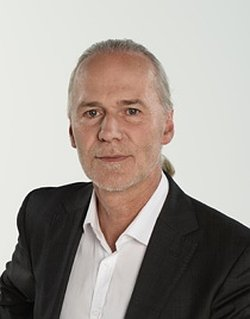
Robert Schleip (2014)

Robert Schleip (* 1954 in Göppingen) ist deutscher Humanbiologe, Hochschullehrer und Diplom-Psychologe. In seinem wissenschaftlichen Werk beschäftigt er sich vorrangig mit der Erforschung von Faszien.

## Leben
Schleip schloss 1980 sein Studium der Psychologie an der Universität Heidelberg ab; 1984–1987 folgte eine Ausbildung zum Feldenkrais-Lehrer sowie 1977–1983 zum Certified-Advanced-Rolfer.
Im Jahr 2006 wurde er an der Universität Ulm in Humanbiologie promoviert. Für seine Dissertationsarbeit über aktive Faszienkontraktilität erhielt er den „Vladimir-Janda-Preis für Muskuloskeletale Medizin“. Im Jahr 2023 wurde ihm von der Diploma Hochschule der Professor-Titel verliehen und er mit einer neu geschaffenen Forschungsprofessur im Gesundheitsbereich beauftragt.
Schleip war Mitinitiator des ersten internationalen Faszien-Kongresses 2007 an der Harvard Medical School in Boston (1. Fascia Research Congress), mit dem der Durchbruch für die moderne Faszienforschung gelang, sowie der nachfolgenden Kongresse. Bei allen Veranstaltungen dieser Reihe wirkte er im wissenschaftlichen Komitee mit.
Schleip ist seit 2008 Direktor der Fascia Research Group, einem kooperativen Projekt der Technische Universität München und der Universität Ulm.
Schleip war und ist zusammen mit dem Sportmediziner Jürgen Steinacker Organisator der Tagung „CONNECT - Bindegewebe in der Sportmedizin“ im Jahr 2013 sowie der seitdem im vierjährlichen Turnus stattfindenden Nachfolgekongresse (2017, 2021, 2025).
Des Weiteren ist er leitender Forschungsdirektor der European Rolfing Association, Vizepräsident der Ida P. Rolf Research Foundation und Founding Director der Fascia Research Society.
Als Dozent hält er Vorträge im Bereich Physiotherapie (siehe auch: Fasciatherapie), Orthopädie sowie Trainingswissenschaft. Er ist Autor und Herausgeber von Fachpublikationen zum Thema „Faszien“ und in den Medien zu diesem Thema präsent. Er lebt in München.

## Veröffentlichungen
- (Hrsg., Vorwort des Hrsg.) Moshe Feldenkrais: Der Weg zum reifen Selbst – Phänomene menschlichen Verhaltens / Moshe Feldenkrais Body and Mature Behaviour. Aus dem Englischen von Bringfried Schröder Junfermann, Paderborn 1994, ISBN 3-87387-126-2.
- Der aufrechte Mensch. Kiener, München 2015, ISBN 978-3-943324-31-0.
- Active fascial contractility. Universität Ulm, Dissertation, 2006.
- mit Thomas W.Findley (Hrsg.): Fascia Research, Basic Science and Implications for Conventional and Complementary Health Care. Elsevier, München 2007, ISBN 978-3-437-55009-6.
- mit Peter A. Huijing, Peter Hollander, Thomas W. Findley (Hrsg.): Fascia Research II, Basic Science and Implications for Conventional and Complementary Health Care. Elsevier, München 2009, ISBN 978-3-437-55022-5.
- mit Leon Chaitow, Thomas W. Findley (Hrsg.): Fascia Research III, Basic Science and Implications for Conventional and Complementary Health Care. Kiener, München 2012, ISBN 978-3-943324-09-9.
- mit Thomas Findley, Peter Huijing, Leon Chaitow (Hrsg.): Fascia: The Tensional Network of the Human Body. Churchill Livingstone/Elsevier, Edinburgh / New York 2012, ISBN 978-0-7020-3425-1. Dt. Ausgabe: Lehrbuch Faszien: Grundlagen, Forschung, Behandlung. Urban&Fischer Verlag/Elsevier, 2014, ISBN 978-3-437-29755-7.
- mit Johanna Bayer: Faszien-Fitness, riva, München 2014, ISBN 978-3-86883-483-3.
- mit Berengar Buschmann, Johanna Bayer: Faszien-Krafttraining. riva, München 2016, ISBN 978-3-86883-847-3
- mit Amanda Baker (Hrsg.): Fascia in Sport and Movement. Handspring Publishing Limited, 2015, ISBN 978-1-909141-07-0.